# Міхновський Никифор Андрійович
Никифор Андрійович Міхновський (?—?) — український православний духівник. Представник роду Міхновських. Син Андрія Міхновського, козака Іркліївської сотні Переяславського полку з села Мельники. Вперше згадується в джерелах під 1726 роком. Був священиком у селі Пищики (1747). Остання згадка у джерелах — 1767 рік.